# خانواده گیرنده گلوکاگون
خانواده گیرنده گلوکاگون (انگلیسی: Glucagon receptor family) گروهی از مولکول‌های پروتئینی مشابه با گیرنده‌های جفت‌شونده با پروتئین جی است که موارد زیر را شامل می‌شود:
- گیرنده گلوکاگون
- گیرنده پپتید شبه گلوکاگون ۱
- گیرنده پپتید شبه گلوکاگون ۲
- گیرنده پلی‌پپتید بازدارنده گاستریک

سه گیرندهٔ اول به گلوکاگون، پپتید شبه گلوکاگون ۱ و پپتید شبه گلوکاگون ۲ اتصال می‌یابند. گیرندهٔ آخری نیز به پلی‌پپتید مهاری معده متصل می‌شود.